# Abraxaphantes
Abraxaphantes là một chi bướm đêm thuộc họ Geometridae.

## Các loài
- Abraxaphantes perampla (Swinhoe, 1890)